# Phytomélanine

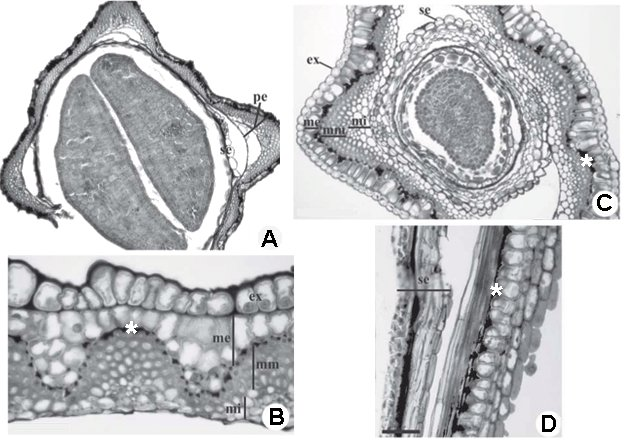
La Section des fruits de Bidens, montrant les dépôts de phytomelanine (*)

La phytomélanine (appelée aussi phytomélane) est une matière organique noire, inerte, qui forme une croûte qui recouvre quelques graines que l'on trouve généralement dans les Asparagales et des Asteraceae, mais rare dans d'autres groupes taxinomiques. La phytomélanine se trouve, donc, dans la plupart des familles des Asparagales (mais pas dans les Orchidaceae, par exemple). Mécaniquement dur et formant une substance résistante, même si elle est plus souple pendant le développement du fruits, elle se durcit avec le temps. Chimiquement, cela semble être un alcool aromatique polyvinylique, qui semble être exsudé par l'hypoderme. il apparaît fournir une  défense contre les insectes prédateurs et une résistance à la dessiccation,.